# Royal Sovereign Shoals
Royal Sovereign Shoals är ett grund i Storbritannien. Det ligger i riksdelen England, i den södra delen av landet, 90 km söder om huvudstaden London. Den täcker cirka 1 km². Den fick sitt namn efter en båt.